# Acrothamnus spathaceus
Acrothamnus spathaceus là một loài thực vật có hoa trong họ Thạch nam. Loài này được (Pedley) Quinn mô tả khoa học đầu tiên năm 2005.